# Abbath Doom Occulta
Abbath Doom Occulta o Abbath, pseudonimo di Olve Eikemo (Bergen, 27 giugno 1973), è un cantautore, musicista e compositore norvegese.
È fondatore insieme a Demonaz dell'influente gruppo black metal Immortal. Prima di fondare gli Immortal, Abbath è stato bassista nel gruppo death metal Old Funeral, con il futuro membro degli Immortal Demonaz e con Varg Vikernes di Burzum (da tener presente che i tre non hanno mai suonato contemporaneamente nella band). Durante la collaborazione con gli Old Funeral è entrato a far parte della band di Demonaz, gli Amputation. Una volta sciolta anche quest'ultima band, Abbath formò gli Immortal assieme a Demonaz. Pur avendo iniziato la carriera come bassista, ha suonato la batteria nei due album Pure Holocaust e Battles in the North.

## Biografia

### Abbath e gli Immortal
Durante tutto il periodo in cui Abbath fece parte degli Immortal fu allo stesso tempo voce principale, bassista, chitarrista, tastierista, e batterista, oltre che autore dei brani, principalmente per l'incoerente line-up che vedeva Abbath e Demonaz come unici membri fissi. Per molto tempo, comunque, Abbath fu cantante, bassista e batterista in studio, mentre Demonaz fu il chitarrista. Le cose cambiarono con l'arrivo di Horgh alla batteria, assicurando una formazione stabile per il gruppo; nonostante il suo arrivo, i problemi continuarono. Dopo la pubblicazione di Blizzard Beasts, a Demonaz venne diagnosticata una tendinite acuta e dovette lasciare il posto di chitarrista, ma rimase come co-songwriter e manager della band. Nel 1999 viene pubblicato At the Heart of Winter, questa volta con Abbath sia alla chitarra che al basso e Horgh sempre alla batteria: questo album segna un grande cambiamento nel suono e nello stile musicale degli Immortal. Nel 2000 viene pubblicato Damned in Black, con Iscariah al basso. Sons of Northern Darkness viene pubblicato nel 2002, senza variazioni nella formazione.

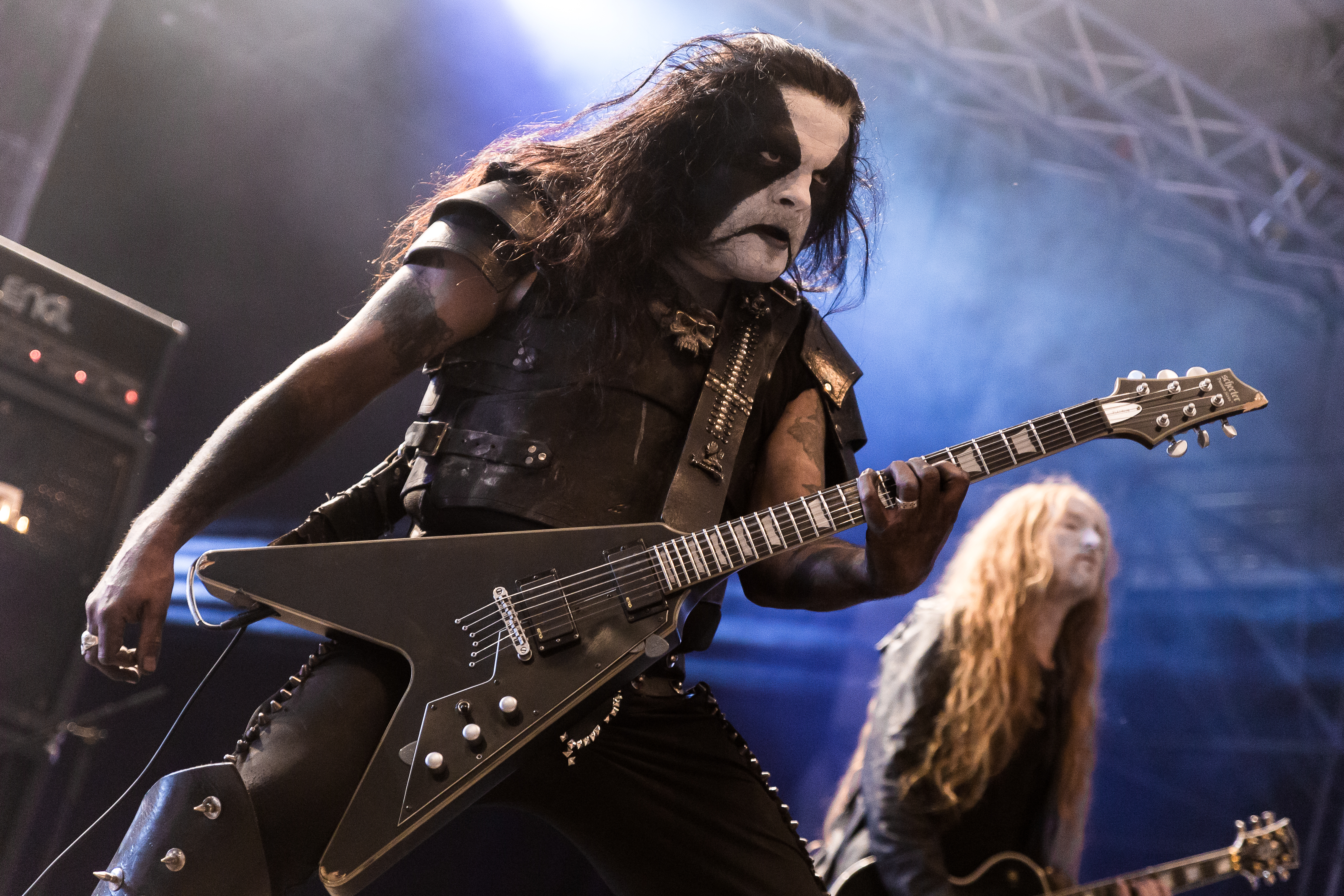
Abbath Doom Occulta in concerto con il suo gruppo solista Abbath al With Full Force Festival nel 2018

Poco dopo la pubblicazione di Sons of Northern Darkness, gli Immortal cessano di esistere. Lo scioglimento non è stato però causato da tensioni o problemi all'interno del gruppo, ma è piuttosto una reciproca scelta fatta da tutti membri che hanno dichiarato di averlo fatto per motivi personali.
Agli inizi del 2006 venne annunciato su una rivista tedesca, il German Rock Hard Magazine, che Abbath e Horgh avevano intenzione di riunire gli Immortal, iniziando a lavorare su vecchio materiale.
(Abbath per il German Rock Hard Magazine riguardo all'inizio del nuovo Tour.)
Hanno iniziato un nuovo tour, suonando al Wacken Open Air in Germania e per la prima volta in Australia e Nuova Zelanda, nel marzo 2008. Il nuovo album All Shall Fall esce in Europa il 25 settembre 2009 e negli Stati Uniti il 6 ottobre.

### Abbath (gruppo)
Nel 2016, a seguito dell'abbandono degli Immortal, pubblica il nuovo album da solista intitolato Abbath.
Il 10 aprile 2019 viene diffuso tramite YouTube il video ufficiale di Harvest Pyre, il primo singolo tratto dal futuro album Outstrider, che verrà poi pubblicato il 5 luglio del 2019.

### Formazione attuale
- Abbath - chitarra e voce (2015-presente)
- Mia Wallace (Mia Winter Wallace) - basso (2019-2020,2021-presente)
- Ukri Suvilehto - batteria (2018-presente)
- Ole André Farstad - chitarra solista (2016-presente)

#### Turnisti
- Rusty Cornell - basso (2016, 2018-2019, 2020-presente)

### Ex componenti
- King ov Hell - basso (2015-2018)
- Creature (Kevin Foley) - batteria (2015)
- Creature (Carl Emil Folke Wiksten) - batteria (2016-2018)
- Silmaeth - chitarra (2016-2018)
- Mia Wallace - basso (2019-2020)

### Ex turnisti
- Gabe Seeber - batteria (2015-2016)
- Per Valla - chitarra (2015)
- Silmaeth - chitarra (2016)
- Dan Gargiulo - chitarra (2016)
- Ukri Suvilehto - batteria (2018)

### Strumentazione
In passato Abbath ha usato una copia della GHL Jackson Randy Rhoads, che ha modificato con nuovi pickup, hardware e una verniciatura personalizzata.  Attualmente usa principalmente una ESP LTD DV8-R sul modello di Dave Mustaine che ha poi modificato per adattarla al Floyd Rose tremolo.  Abbath usa inoltre un amplificatore Engl Blackmore e un Peavey Bandit.
Abbath ha usato anche una batteria Pearl e un basso B.C. Rich Ironbird.

### Abbath e gli I

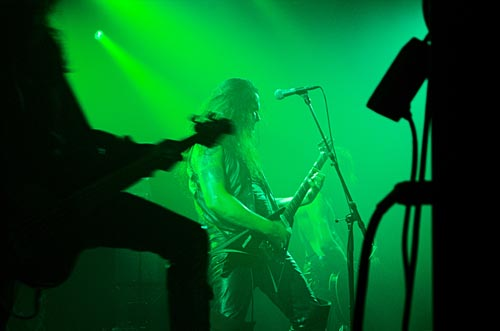
Gli I durante il concerto al festival norvegese Hole In The Sky il 26 agosto 2006 a Bergen.

Nel 2006, Abbath creò una nuova band, un supergruppo, chiamato semplicemente I. Abbath oltre ad esserne il frontman ed il cantante ne era anche il chitarrista, mentre Armagedda, proveniente sempre dagli Immortal, ne era il batterista, King dei Gorgoroth al basso, Arve Isdal degli Enslaved alla seconda chitarra mentre il già citato Demonaz curava i testi del gruppo. L'album di debutto, Between Two Worlds, uscì nel 2006.

### Abbath e i Bömbers
I Bömbers sono una tribute band dei Motörhead nata nel 1996. Abbath cura la voce e le parti di basso, Tore (ex-Old Funeral) ne è il chitarrista e Pez (Punishment Park) ne è il batterista. Durante l'Inferno Metal Festival del 2007, Abbath ha suonato live la reinterpretazione Ace of Spades dei Motörhead con il gruppo thrash metal tedesco Sodom.

## Discografia

### Con gli Abbath

#### Album in studio
- 2016 – Abbath
- 2019 – Outstrider

#### Singoli
- 2015 – Count the Dead

### Con gli Immortal
- 1991 – Immortal (demo)
- 1991 – Immortal (EP)
- 1992 – Diabolical Fullmoon Mysticism
- 1993 – Pure Holocaust
- 1995 – Battles in the North
- 1997 – Blizzard Beasts
- 1999 – At the Heart of Winter
- 2000 – True Kings of Norway (split con Emperor, Dimmu Borgir, Arcturus, Ancient)
- 2000 – Damned in Black
- 2002 – Sons of Northern Darkness
- 2009 – All Shall Fall
- 2009 – Valley of the Damned/Hordes of War (split con Hypocrisy)

### Con gli I
- 2006 – Between Two Worlds

### Con gli Old Funeral
- 1990 – Abduction of Limbs (demo)
- 1998 – The Fart That Should Not Be (demo)
- 1998 – Join the Funeral Procession (compilation)
- 1999 – The Older Ones (compilation)

### Con gli Det Hedenske Folk
(alla batteria)
- 1995 – True Northern (demo)
- 1996 – Det Hedenske Folk (EP)
- 1997 – United By Heathen Blood (split con gli Abyssic Hate)

### Collaborazioni
- 2003 – Dimmu Borgir – Death Cult Armageddon (voce d'accompagnamento nel brano "Progenies of the Great Apocalypse" e "Heavenly Perverse")
- 2004 – Enslaved – Isa (voce d'accompagnamento nel brano "Lunar Force")
- 2008 – The Batallion – Stronghold of Men (voce d'accompagnamento nei brani "Detonate" e "Man to Ma (Warfare)")
- 2014 – Dominanz – Noxious (voce nel brano "Noxious")
- 2018 – Guardians of Time – Tearing Up the World (voce nel brano "Tearing Up the World")

## Curiosità
- Il personaggio Lars Ümlaüt, del videogioco Guitar Hero veste come Abbath, ed ha lo stesso facepainting, ovvero la pittura facciale tipica di Abbath[6]. Il riferimento si nota maggiormente in Guitar Hero III: Legends of Rock, poiché i capelli di Ümlaüt sono tinti di nero (mentre prima erano biondi) proprio come Abbath.
- Il personaggio di Hubbath, dal fumetto Belzebubs, creato dal fumettista finlandese JP Ahonen è palesemente ispirato alla figura di Abbath. Abbath ha rivelato di essere stato contattato da JP Ahonen per partecipare al progetto musicale Belzebubs, ispirato al fumetto omonimo, ma, nonostante fosse interessato, non ha mai risposto al fumettista.